# Жданов, Сергей Васильевич (зоолог)
Серге́й Васи́льевич Жда́нов (8 октября 1900, Волчья Слобода, Чистопольский уезд, Казанская губерния, Российская империя — октябрь 1972, Казань, ТАССР, РСФСР, СССР) — советский зоолог и пчеловод, доктор биологических наук, профессор Казанского ветеринарного института.

## Биография
Родился 8 октября 1900 года в селе Волчья Слобода Чистопольского уезда Казанской губернии.
В 1921 году поступил учиться на естественное отделение Казанского университета и окончил его в 1925 году, специализируясь на зоологии. Был учеником профессора Николая Александровича Ливанова.
Основным направлением его научной и преподавательской деятельности стало пчеловодство.
С 1925 года работал в Казанском ветеринарном институте: ассистентом, доцентом, профессором на кафедре зоологии. С 1949 по 1972 год заведовал кафедрой зоологии Казанского ветеринарного института.
С 1932 по 1934 год работал научным сотрудником Татарской пчеловодной станции.
С 1932 по 1937 год работал преподавателем пчеловодства в Казанском университете.
С 1942 по 1945 год работал в должности доцента Казанского педагогического института.
В начале Великой Отечественной войны служил в Красной Армии, где был преподавателем в окружной учебной кузнице. Далее был откомандирован в Московский военный округ, после чего вновь направлен в Казанский ветеринарный институт.
Скончался в октябре 1972 года в Казани.

## Научная деятельность
Кандидат биологических наук с 1937 года.
Доктор биологических наук с 1948 года. Защитил докторскую диссертацию в 1947 (1948) году. Профессор с 1949 (по другим сведениям с 1951) года.
Занимался разработкой теоретических основ пчеловодства и биологических основ для борьбы с нозематозом — опасным заболеванием пчёл.
Был членом Совета общества естествоиспытателей при Казанском университете, учёных советов биолого-почвенного факультета КГУ, Раифского заповедника, секции пчеловодства ВАСХНИЛ, Национального комитета СССР по пчеловодству, координационной комиссии по повышению продуктивности и рентабельности пчеловодства.
Принимал участие в Международных конгрессах по пчеловодству в 1961, 1966, 1967 и 1968 годах.
Автор 150 научных работ.
Подготовил 12 кандидатов наук.

## Награды, премии, почётные звания
- Орден Ленина[2].
- Медаль «За победу над Германией в Великой Отечественной войне 1941—1945 гг.»[2].
- Медаль «За доблестный труд»[2].
- Медаль «20 лет победы над Германией»[2].
- Заслуженный деятель науки Татарской АССР (1966[3] или 1967[2]).

## Известные адреса
- Казань, улица Тельмана, 28.[4]